# Torre (rivière)
Pour les articles homonymes, voir Torre.
Le Torre est une rivière italienne d'une longueur de 70 km qui coule dans la région du Frioul-Vénétie Julienne. Il est le principal affluent de rive droite du fleuve Isonzo.
Il prend naissance dans les Alpes juliennes dans les monts Musi, à une altitude de 529 m, passe près de Tarcento, devient souterrain en raison de la géomorphologie karstique, ressurgit peu avant son confluent avec le Natisone, son principal affluent, et se jette dans l'Isonzo au niveau de Turriaco..